# Annabel Marcos Vilar
Annabel Marcos i Vilar (Amposta, 1968) es una abogada y política española. Diputada al Parlamento de Cataluña en la IX y X legislaturas, fue directora del Instituto de Seguridad Pública de Cataluña entre 2016 y 2018.

## Biografía
Tras licenciarse en Derecho, obtuvo posgrados en Derecho Urbanístico y Derecho de la Administración Local. Militante de Convergencia Democrática de Cataluña, ha sido presidenta de la sección de Amposta. De 2003 a 2010 ha sido gerente de la Sociedad Municipal de Gestión de Amposta. En 2011 sustituyó en su escaño a Francesc Xavier Pallarès, elegido diputado en las elecciones autonómicas de 2010, y hasta el final de la legislatura fue secretaria de la mesa de la Comisión de Salud del Parlamento de Cataluña. Fue elegida diputada en las Elecciones al Parlamento de Cataluña de 2012 por la provincia de Tarragona. Hasta el final de la legislatura ha sido secretaria de la mesa de la Comisión de Agricultura, Ganadería, Pesca, Alimentación y Medio Natural del Parlamento de Cataluña. A las Elecciones al Parlamento de Cataluña de 2015 formará parte de la candidatura Junts pel Sí por la provincia de Tarragona.
Desde el 1 de marzo de 2016 hasta el 3 de abril de 2018 ha sido directora del Instituto de Seguridad Pública de Cataluña. Fue destituida de su cargo por haber transportado urnas del referéndum de independencia del día 1 de octubre de 2017, después de que el diario El Español informara de que un acta de los Mossos de Escuadra remitida a la Audiencia Nacional la identificara como una de las personas que ocultó en su vehículo al menos una urna del 1-O.
En junio de 2018 fue nombrada secretaria de Administración y Función Pública del Departamento de Políticas Digitales y Administración de la Generalitat de Catalunya y ocupando el cargo en 2019 concurrió a las elecciones municipales como número dos por Junts per Amposta (PDeCAT) que vivió la peor jornada electoral del partido al obtener un único concejal.